# Wiktor Horoza
Wiktor Hryhorowycz Horoza (ukr. Віктор Григорович Гороза, ros. Виктор Григорьевич Гороза, Wiktor Grigorjewicz Goroza; ur. 1947 w Kijowie) – ukraiński piłkarz, grający na pozycji pomocnika, a wcześniej obrońcy, trener piłkarski.

## Kariera piłkarska

### Kariera klubowa
Wychowanek Dynama Kijów. Od 1967 najpierw występował w rezerwowej, a potem w pierwszej drużynie Dynama. W 1970 trafił do Metałurha Zaporoże. W 1972 został piłkarzem Szachtara Kadijewka, a w następnym sezonie przeszedł do Metalista Charków w którym i ukończył karierę

## Kariera trenerska
Po zakończeniu kariery zawodniczej pracował z dziećmi, uczył ich podstaw piłki nożnej. Przez pewien czas trenował dzieci 1989 r. urodzenia w klubie Arsenał Kijów. Jednym ze znanych jego wychowanków jest Roman Zozula.

## Sukcesy i odznaczenia

### Sukcesy klubowe
- Mistrz ZSRR: 1968

### Odznaczenia
- Nagrodzony tytułem Mistrza Sportu ZSRR w 1968